# Lee Weeks

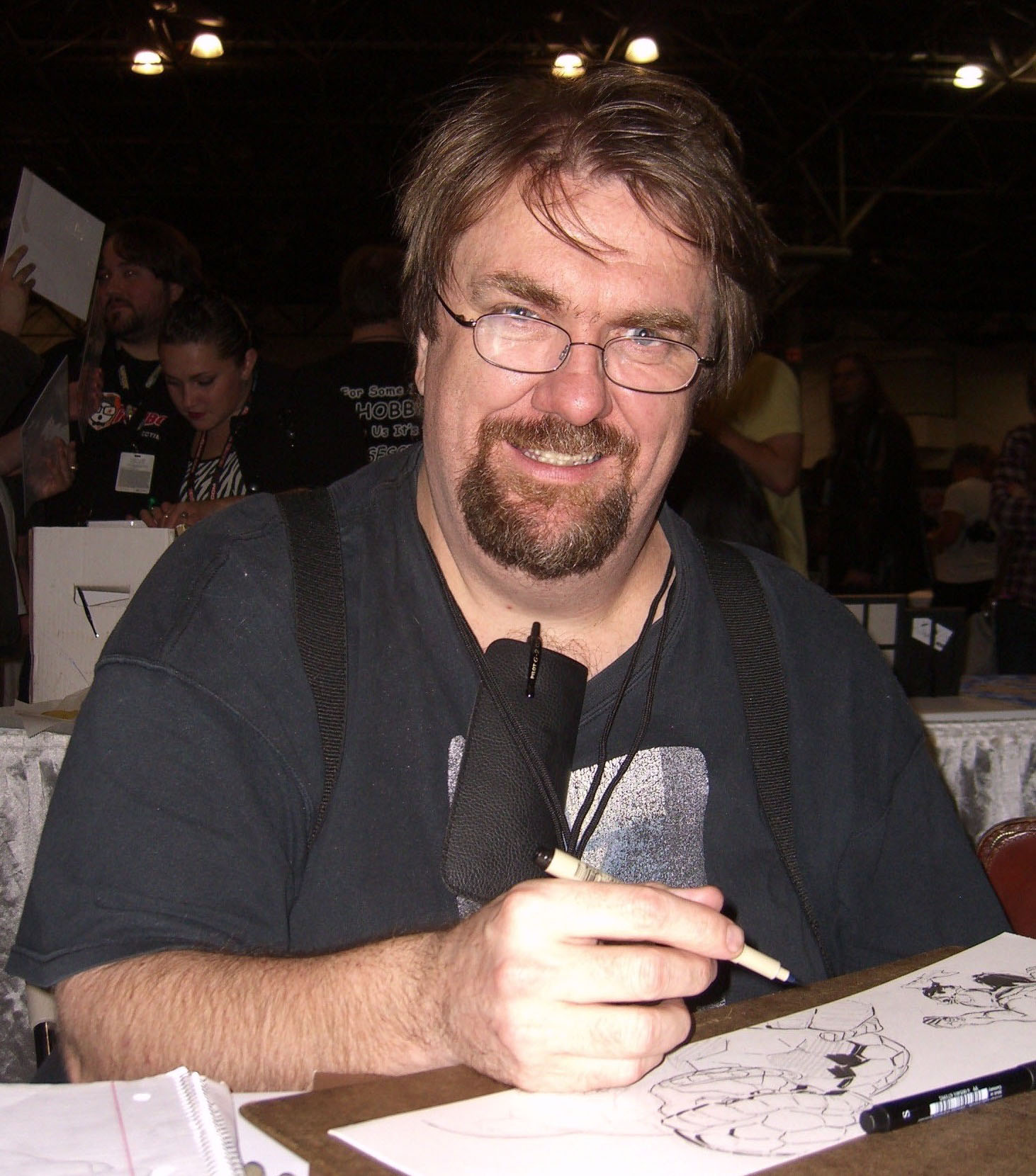
Lee Weeks 2010

Lee Weeks (* 21. Oktober 1962 in Augusta, Maine) ist ein US-amerikanischer Comiczeichner.

## Leben
Weeks begann Mitte der 1980er, nach dem Abschluss an der privaten Kunstschule The Kubert School, als hauptberuflicher Comiczeichner zu arbeiten. Seine erste Kurzgeschichte Friends Don’t Let Friends Drive Drunk erschien im März 1986 in der Horror-Anthologie Tales of Terror #5. Seither hat er unter anderem für die bei Marvel Comics erscheinenden Serien Daredevil (1990–1992), Justice (1988–1989), The Destroyer (1989–1990), Gambit (1993–1994), Spider Man: Death and Destiny (2000), Spider Man: The Mysterio Manifesto (2001), Spider Man's Tangled Web (2002), Captain America (2003) und The Incredible Hulk (2002, 2005), sowie für die bei DC Comics erscheinende Serien wie Batman (2018), Robin: The Teen Wonder (2009) und Superman: Lois und Clark (2015–2016) gezeichnet.